# Зубово-Полянське міське поселення
Зу́бово-Поля́нське міське поселення (рос. Зубово-Полянское городское поселение) — муніципальне утворення у складі Зубово-Полянського району Мордовії, Росія. Адміністративний центр — селище міського типу Зубова Поляна.

## Населення
Населення — 10796 осіб (2019, 11312 у 2010, 11326 у 2002).

## Склад
До складу поселення входять такі населені пункти:
| Населений пункт                       | Населення, осіб (2002) | Населення, осіб (2010) |
| ------------------------------------- | ---------------------- | ---------------------- |
| Зубова Поляна, селище міського типу   | 10355                  | 10338                  |
| Зубово-Полянський лісоучасток, селище | 85                     | 71                     |
| Крутець, селище                       | 16                     | 9                      |
| Школа тракторних бригадирів, селище   | 442                    | 429                    |
| Ясна Поляна, селище                   | 428                    | 465                    |